# 日本の伝統文化
日本の伝統文化とは、日本列島において歴史的に形成され、世代を超えて継承されてきた文化的慣習、芸術、生活様式、思想などの総体を指す。これには、神道・仏教を基盤とする宗教観や年中行事、茶道・華道・書道といった芸道、和服や建築様式、祭り、伝統芸能（能・歌舞伎・狂言・文楽など）、さらには工芸や食文化まで多岐にわたる要素が含まれる。
伝統文化は、時代とともに変容しながらも地域性や季節感を重視する特徴があり、現代においても教育や観光、地域振興の分野で重要な役割を担っている。また、ユネスコの無形文化遺産に登録された文化財も多く、国際的にも高い評価を得ている。
近年では、伝統文化の継承と革新が並行して進められ、若年層による再解釈や海外との文化交流を通じた発展も見られる。